# Markéta Pánková
Markéta Pánková (* 18. září 1954 Uherské Hradiště), rodným příjmením Vrbová, je česká historička a socioložka komeniologického zaměření. V letech 1979–1992 publikovala pod příjmením Husková. Jejím celoživotním zaměřením je dílo J. A. Komenského, ale její práce zasahuje i do oblasti novodobých dějin a dějin pedagogiky.

## Život
Maturovala na Gymnáziu J. A. Komenského v Uherském Brodě (1973), vystudovala na Filozofické fakultě Masarykovy univerzity v Brně , kde získala v r. 1981 doktorát filozofie. Poté působila v Muzeu J. A. Komenského v Uherském Brodě jako vedoucí historicko-komeniologického oddělení a zástupkyně ředitele. Mezi její významné počiny patří koordinace aktivit k oslavám 400. výročí narození Jana Amose Komenského a expozice „J. A. Komenský lidstvu“ ,Spolupráce na koncertním projektu Vivat Comenius s protagonistou Alfredem Strejčkem, řízení mezinárodních komeniologických kolokvií (1979-1992) a činnost tajemnice časopisu Studia Comeniana et historica.
Od roku 1993 do roku 2005 pracovala na Ministerstvu školství mládeže a tělovýchovy a Ministerstvu vnitra jako vedoucí oddělení styků s EU v oblasti zahraničních vztahů. Byla delegátkou České republiky v Radě Evropy, OECD a členkou výboru pro integraci do EU. V letech 1999–2005 předsedala nevládní organizaci Unie Comenius. V letech 2005 - 2023 stála v čele Národního pedagogického muzea a knihovny J. A. Komenského . V roce 2006 byla ministryní školství JUDr. Petrou Buzkovou jmenována předsedkyní přípravného výboru mezinárodní konference Odkaz Jana Amose Komenského kultuře vzdělávání (15.–17. 11. 2007), která oslavila 350. výročí prvního vydání Opera didactica omnia. Příspěvky z této konference byly vydány v samostatné publikaci J. A. Komenského Odkaz kultuře vzdělávání.
Nařízením MŠMT v roce 2011 byla Pedagogická knihovna J. A. Komenského spojena s Pedagogickým muzeem J. A. Komenského. Markéta Pánková zmodernizovala tuto instituci a pomocí realizace nových koncepcí zajistila rozvoj muzea a knihovny ve všech směrech činnosti: v oblasti sbírkotvorné, vědecké, informační, publikační, výstavní, vzdělávací i prezentační . V letech 2008-2009 koordinovala vytvoření nové stálé moderní expozice Odkaz J. A. Komenského. Tradice a výzvy české vzdělanosti Evropě a uspořádala katalogy k expozici v české a anglické verzi. Je také autorkou nebo spoluautorkou řady výstav s komeniologickou tematikou (např. cizojazyčná výstava J. A. Comenius. Vzdělávání pro všechny či populární výstava Komenský v komiksu), aktivně spolupracuje s českými školami a univerzitami v České republice a zahraničí. V letech 2010–2017 zajistila rekonstrukci historické budovy, ve kterých sídlí Národní pedagogické muzeum a knihovna J. A. Komenského a pozvedla díky schváleným koncepcím jeho odbornou činnost a upevnila jeho prestiž v ČR i v zahraničí.
Na základě politického rozhodnutí vlády České republiky koordinovala v letech 2010-2016 vznik nové expozice Průsečík tragických osudů 1940-1950. Střední Evropa v Památníku Hodonín u Kunštátu (nynější název Památník holocaustu Romů a Sintů na Moravě, který převzalo v roce 2017 Muzeum romské kultury) a stavbu jeho tří budov (budovu dozorců, vězeňský barák a Infocentrum). Státní dotace na vybudování Památníku včetně expozice činila téměř 100 000 000 Kč. Mimo jiné vznikl dokumentační film o výstavbě Památníku a k 79. výročí vypravení hromadného transportu romských mužů, žen a dětí z Romského tábora v Hodoníně u Kunštátu do koncentračního a vyhlazovacího tábora Auschwitz II-Birkenau vznikla televizní reportáž, kde minulost tábora přiblížila historička Markéta Pánková .
V letech 2019-2022 koordinovala Národní oslavy J. A. Komenského 2020-2022 (350. výročí úmrtí J. A. Komenského a 430. výročí narození J. A. Komenského a vznik speciálních webových stránek www.comenius350.cz).
Je autorkou či spoluautorkou řady publikací z oboru dějin školství, učitelstva, vzdělanosti a komeniologie. PhDr. Markéta Pánková pořádá řadu akreditovaných odborných akcí a realizuje mezinárodní konference z dějin školství a komeniologie. Je členkou vědecké organizace Comenius Academic Club se sídlem v New Yorku, současně působí jako výkonná ředitelka Nadačního fondu P. Pittra a O. Fierzové, zástupkyní vedoucího redaktora mezinárodního časopisu Historia scholastica , členka mezinárodní redakční rady Croatian Education Sciences, členka edičního týmu pro přípravu Encyclopaedia Comeniana a členka Sdružení historiků České republiky, dále členka vědecké rady Centra pro dějiny vzdělanosti Historického ústavu Akademie věd ČR. Jako členka Emisní komise při Ministerstvu průmyslu a obchodu navrhla a připravila podklady k vydání několika známek České pošty, které připomínají dílo Komenského a významné události českých dějin (výročí ODO, Svět v obrazech / Orbis pictus/ aj.)

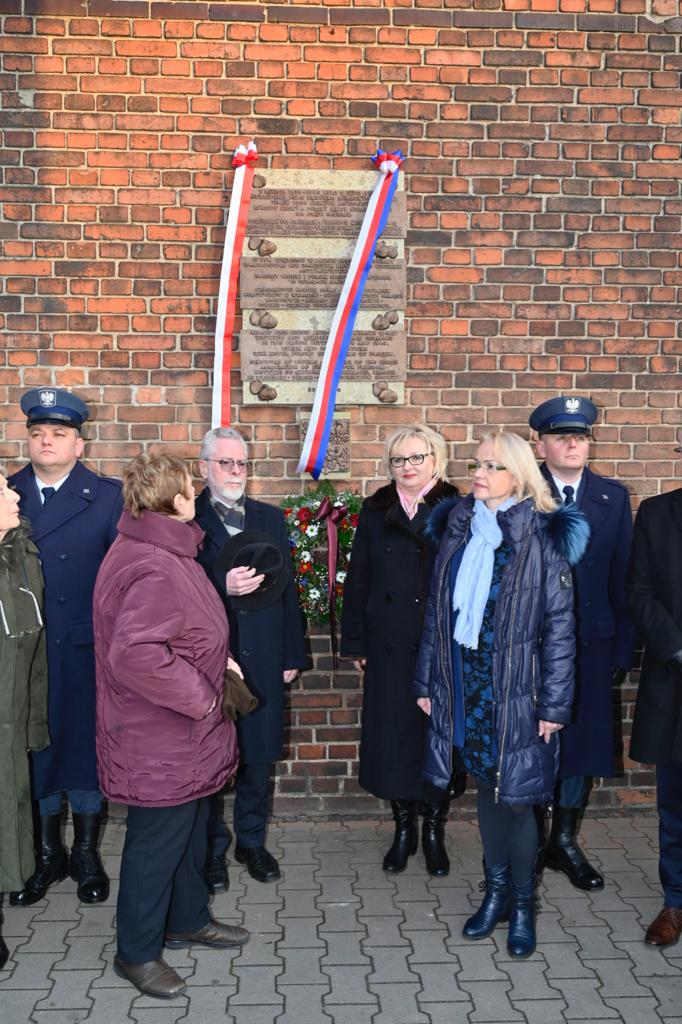
Slavnostní odhalení desky k poctě zavražděných bojovníků za svobodu ve Vratislavi.

Za svou činnost byla vyznamenána několika medailemi J. A. Komenského. Dne 14. září 2023 v prostorách Senátu Parlamentu České republiky obdržela od MŠMT Medaili J. A. Komenského 1. stupně za svou vynikající činnost  v oblasti vzdělávání. V říjnu 2018 obdržela cenu Ministerstva kultury Artis Bohemiae Amicis za šíření dobrého jména české kultury v českých zemích a v zahraničí.  Obdržela medaili ústředního školního inspektora Tomáše Zatloukala Za zásluhy a rozvoj kvality vzdělávání v květnu 2019. Ve stejném roce také převzala čestné vyznamenání Bene Merito udělované ministrem zahraničních věcí Polské republiky za zásluhy o propagaci Polska v zahraničí. Dne 6. 4. 2024 V Naardenu obdržela prestižní stříbrnou medaili Komenského za spolupráci se Stichting Comenius Museum a Comenius Museum and Mausoleum a šíření odkazu Komenského.
V r. 2020 se stala zástupkyní předsedkyně Sdružení osvobozených politických vězňů a pozůstalých. Navrhla a realizovala pamětní desku zavražděným bojovníkům za svobodu ve druhé světové válce ve Vratislavi. Pamětní deska byla umístěna na zdi rozsáhlého komplexu vratislavské věznice, v níž byli čeští vlastenci, převážně z Moravy, mučeni a v počtu asi tisíce osob – popravováni. Akce byla pojata jako velká událost česko-polských vztahů, proto se jí zúčastnili velvyslanec ČR v Polsku, rada-vyslankyně Polska v ČR, dolnoslezský vojvoda, vratislavský primátor a řada dalších osobností politického a veřejného života. Kromě mnoha polských účastníků přijelo také několik desítek pozůstalých po osobách popravených ve Vratislavi. Za její působnosti v pozici ředitelky Národního pedagogického muzea a knihovny J. A. Komenského obdržela instituce v r. 2019 vzácnou medaili J. A. Komenského (Presidential Comenius Medal) od jedné z nejstarších amerických univerzit Moravian University v Bethlehemu. Za Národní pedagogické muzeum a knihovnu J. A. Komenského Markéta Pánková rovněž předala významným osobnostem z ČR a zahraničí prestižní Medaili J. A. Komenského za šíření odkazu Komenského a rozvoj Národního pedagogického muzea a knihovny J. A. Komenského.

## Výběrová bibliografie
| Dílo | Rok vydání |
| --- | ---------- |
| Jan Amos Komeński w pigulce. Mała encyklopedia czeskiego geniusza stulecia                                                                                      | 2022       |
| Jan Amos Komenský a jeho odkaz v Církvi československé husitské                                                                                                 | 2022       |
| Comenius at a Glance. Small encyklopedia of the Czech genius of the centuries                                                                                   | 2022       |
| Dějiny Národního pedagogického muzea a knihovny J. A. Komenského/ součást české kultury vzdělávání                                                              | 2021       |
| Jan Amos Komenský v kostce. Malá encyklopedie českého génia staletí                                                                                             | 2020       |
| „Národní“ školství za první československé republiky | 2018       |
| Jan Amos Komenský v českém a světovém výtvarném umění (1642–2016)                                                                                               | 2017       |
| Učitel ve střední a jihovýchodní Evropě. Profesionalizace učitelského vzdělávání: historické a systematické aspekty                                             | 2015       |
| Odraz 1. světové války ve škole a ve společnosti | 2015       |
| Meziválečná školská reforma v Československu | 2015       |
| J. A. Komenský v nás | 2014       |
| Komenský v nás. Citáty z díla J. A. Komenského jako životní inspirace, studie o něm a rodokmen Komenského                                                       | 2014       |
| Vzdělávací snahy firmy Baťa – vybrané problémy | 2014       |
| Odkaz Jaroslavy Peškové české vzdělanosti | 2014       |
| Národní pedagogické muzeum a knihovna J. A. Komenského v Praze 1892–2012                                                                                        | 2012       |
| Jan Amos Komenský. Odkaz kultuře vzdělávání | 2009       |
| Odkaz J. A. Komenského. Tradice a výzvy české vzdělanosti Evropě. Malý katalog expozice o dějinách školství                                                     | 2009       |
| Vzdělávání dívek v Čechách | 2009       |
| Komeniolog Martin Steiner. In: Comenii amator atque editor. Opuscula Martino Steiner sexagenario ab amicis eius dedicata. Suplementum ad Bulletin Unie Comenius | 2006       |
| Katalog expozice J. A. Komenský lidstvu | 1992       |
| Vivat Comenius. Výběr z díla J. A. Komenského | 1990       |

| Dílo | Název kapitoly                                                                                         | Rok vydání |
| --- | --- | ---------- |
| Meziválečná školská reforma v Československu                                                                                     | Meziválečná školská „příhodovská“ reforma – roviny zkoumání a metodologická východiska                 | 2015       |
| Učitel ve střední a jihovýchodní Evropě. Profesionalizace učitelského vzdělávání: historické a systematické aspekty              | Počátky učitelského vzdělávání v evropském kontextu – systematické a koncepční metodologické přístupy  | 2015       |
| Národní pedagogické muzeum a knihovna J. A. Komenského v Praze 1892–2012. Nástin historie                                        | Národní pedagogické muzeum a knihovna J. A. Komenského v Praze 1892–2012. Nástin historie              | 2012       |
| Przez Kresy i historie po obrzeza polityki. Profesorowi Marcelemu Kosmanowi w pólwiecze pracy naukowej                           | Znaczenie i rola Muzeum Pedagogicznego im. J. A. Komeńsiego w Pradze dla dziejów czesjiego szkolnictwa | 2011       |
| v istorii škol'nogo prosveščenija. Jan Amos Komenskij i sovremennyj mir. Matěrialy meždunarodnoj naučno-praktičeskoj konferencii | Značenije i rol' «Pedagogičeskogo muzeja ja.A. Komenskogo v Prage                                      | 2010       |
| Jan Amos Komenský. Odkaz kultuře vzdělávání                                                                                      | Comenius Labyrinth as a Virtual Inspiration (Three Levels of His Presentment)                          | 2009       |
| 120 let Muzea Komenského v Přerově a Oslavy Komenského v roce 1892 ve střední Evropě                                             | Pedagogické muzeum J. A. Komenského v Praze, jeho historie a vazby s Muzeem Komenského v Přerově       | 2009       |

| Název časopisu | Název článku | Rok vydání |
| --- | --- | ---------- |
| Comenius. Journal of Euro-American Civilization                                                                            | John Amos Comenius and the Contemporary World: Recalling the Legacy of the Founder of Modern Pedagogy                                        | 2021       |
| Comenius. Journal of Euro-American Civilization                                                                            | The Descendant of J. A. Comenius (The Correspondence of Greta Figulus)                                                                       | 2020       |
| Historia scholastica | Gerta Figulusová – „dcera českého národa“ z rodu Komenského: životní příběh pohledem komeniologie                                            | 2020       |
| Art and Art Educationˮ. Comenius–Jahrbuch der Deutschen Comenius Gesellschaft                                              | Außergewöhnliche Resonanz auf die Konferenz des Pädagogischen Nationalmuseums Prag “Legacy of Comenius                                       | 2019       |
| Historia scholastica | První mezinárodní komeniologická konference v Baku za podpory Národního pedagogického muzea a knihovny J. A. Komenského                      | 2019       |
| The Great Czech Educator Jan Amos Komensky: A Classic and Modern Approach to Education                                     | Universal Educator John Amos Comenius in Global Visual Art                                                                                   | 2019       |
| Muzeum: Muzejní a vlastivědná práce                                                                                        | Budování Památníku Hodonín u Kunštátu v letech 2011–2017                                                                                     | 2018       |
| Děti a mládež národnostních menšin                                                                                         | Vzdělávání Romů v historickém kontextu | 2017       |
| Židovské listy | Pavel Kohn bude žít v našich srdcích (14. 10. 1929 – 18. 6. 2017)                                                                            | 2017       |
| Gender History – to přece není nic pro feministky                                                                          | Magda Bar-Or, židovské dítě Přemysla Pittra                                                                                                  | 2017       |
| Historia scholastica | International Exhibition J. A. Comenius: Education for All in Bethlehem, Pennsylvania                                                        | 2017       |
| Otečstvennaja i zarubežnaja pedagogika                                                                                     | Jan Amos Komenskij v izobrazitelnom iskusstve                                                                                                | 2017       |
| Comenius. Journal of Euro-American Civilization                                                                            | John Amos Comenius in Czech and Global Visual Art                                                                                            | 2015       |
| Comenius. Journal of Euro-American Civilization                                                                            | John Amos Comenius in Czech and Global Visual Art                                                                                            | 2015       |
| Muzeum: Muzejní a vlastivědná práce                                                                                        | Pedagogické muzeum otevřelo novou stálou expozici                                                                                            | 2009       |
| Společenskovědní předměty, čtvrtletník pro pedaagogy základních a středních škol                                           | Mezinárodní vědecká konference Odkaz Jana Amose Komenského kultuře vzdělávání                                                                | 2008       |
| Angelus Pacis. Sborník prací k poctě Noemi Rejchrtové                                                                      | Jan Amos Komenský ve výtvarném umění | 2008       |
| Studia Comeniana et historica                                                                                              | Význam Jednoty pro českou vzdělanost. Na okraj k 550. výročí Jednoty bratrské (1457–2007).                                                   | 2007       |
| Bulletin Unie Comenius | Význam Jednoty pro českou vzdělanost. Na okraj k 550. výročí Jednoty bratrské (1457–2007).                                                   | 2007       |
| Comenii amator atque editor. Suplementum ad Bulletin Unie Comenius                                                         | Projekt Pampaedia, nová forma prezentace idejí J. A. Komenského                                                                              | 2006       |
| Studia Comeniana et historica                                                                                              | Jan Kumpera – komeniolog mezi Plzní, Uherským Brodem a Naardenem                                                                             | 2006       |
| „Třicet let učitele učitelů dějepisu“                                                                                      | Nové směry činnosti Pedagogického muzea J. A. Komenského v Praze                                                                             | 2006       |
| 400. výročí narození J. A. Komenského. Sborník příspěvků o průběhu oslav 400. výročí narození J. A. Komenského v roce 1992 | Muzeum J. A. Komenského v Uherském Brodě a jeho vklad k 400. výročí narození J. A. Komenského v r. 1992 včetně aktivit města Uherského Brodu | 2004       |